# Територія Іллінойс
41°48′ пн. ш. 89°22′ зх. д. / 41.8° пн. ш. 89.36° зх. д.

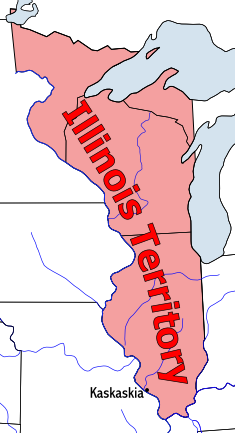
Межі Території Іллінойс

Територія Іллінойс (англ. Illinois Territory, Territory of Illinois) — інкорпорована організована територія США, що існувала з 1 березня 1809 по 3 грудня 1818 року, після чого її південна частина увійшла до складу США, ставши 21-м штатом, а північна — приєдналася до Території Мічиган. За даними перепису 1810 року чисельність населення становила 12 282 осіб.

## Історія
Територія Іллінойс створена 1 березня 1809 року. Раніше цей регіон був відомий як «Іллінойська земля», коли він перебував під контролем Франції — спочатку в складі французької Канади, а потім як частина Луїзіани.
1763 року британці перемогли французів у Семирічній війні. За умовами Паризької угоди, французи передавали свої території на схід від річки Міссісіпі британцям, а території на захід — іспанцям. Іллінойс опинився під контролем Великої Британії..
У липні 1778 року була організована експедиція Джорджа Роджерса Кларка, направлена на північ від річки Огайо в область, відому як Старий Північний Захід з метою встановити контроль над нею. Пізніше ці землі перейшли під контроль уряду США. 3 лютого 1809 року десятий Конгрес США прийняв закон про формування на частині цих земель Території Іллінойс. Столицею території стало французьке поселення Каскаскія.
1818 року південна частина Території була прийнята до складу США як штат Іллінойс, а північна виокремилася в Територію Мічиган.

## Межі
Початково Територія Іллінойс охоплювала землі, що зараз належать до штатів Іллінойс, Вісконсин, східної частини Міннесоти та західної частини верхнього півострова Мічигану.
Початкові межі були визначені таким чином: «…вся ця частина Території Індіана, яка лежить на захід від річки Вобеш, та пряма лінія, проведена від цієї річки та посту Вінсентс, на північ і до межі між Сполученими Штатами та Канадою…»

## Губернатори та секретарі
Протягом всієї історії (1809–1818) Території Іллінойс у неї був один губернатор Нініан Едвардс та двоє секретарів:
- Натаніель Поуп (1809–1816)
- Джозеф Філліпс (1816–1818)